# 库马约尔
库马约尔（法語：Courmayeur，法語發音：[kuʁmajœʁ]，義大利語發音：[kurmaˈjɛr]）是意大利瓦莱达奥斯塔大区的一个市镇。总面积209.82平方公里，人口2923人，人口密度13.9人/平方公里（2009年）。ISTAT代码为007022。它在夏季是遠足的熱點。